# العلاقات الإسرائيلية العراقية
ليس لدى العراق و‌إسرائيل أي علاقات دبلوماسية رسمية حيث أن السابق لا يعترف بهذه الأخيرة. وقد أعلن العراق الحرب على الدولة اليهودية التي تأسست حديثًا في عام 1948 ومنذ ذلك الحين ظلت العلاقات بين الدولتين عدائية في أحسن الأحوال. كما شاركت القوات العراقية في الحروب اللاحقة ضد إسرائيل في عامي 1967 و1973. وفي عام 1981، قصفت إسرائيل، مفاعلًا نوويًا عراقيًا تحت الإنشاء في التويثة، جنوب شرق بغداد، زاعمة تهديدًا للأمن القومي. ولم ينتقم العراق. وخلال حرب الخليج العربي، أطلق العراق على إسرائيل 43 أو 39 صاروخ سكود باليستي معدل، فقُتلَ 14 إسرائيلياً. ولم تنتقم إسرائيل، بسبب ضغط من الولايات المتحدة.

## التاريخ

### إنشاء إسرائيل حتى حرب العراق 2003
وقد بنى البريطانيون خطًا نفطيًا في الأربعينات، كان يعبر من غرب العراق عبر إمارة شرق الأردن الخاضعة للحكم البريطاني إلى فلسطين الخاضعة للحكم البريطاني. بعد ولادة إسرائيل عام 1948، اندلعت الحرب فورًا مع العراق وشرق الأردن والدول العربية الأخرى. وقد أجبر ذلك على إغلاق خط النفط وأدى إلى تسريب النفط العراقي عبر خط فرعي إلى سوريا.
ومنذ عام 1948، كانت إسرائيل والعراق عدوين لدودين. ومن الناحية الفنية، ظلت بغداد في حالة حرب مستمرة مع إسرائيل منذ عام 1948. وقد أرسلت جيوشًا لمحاربة إسرائيل في عامي 1948 و‌1967. كما أرسل العراق قوات لتقديم الدعم للقوات المسلحة السورية في حرب أكتوبر في عام 1973.
وكانت إسرائيل قد اتخذت إجراء عسكريًا عندما قصفت المفاعل النووي العراقي تموز في عام 1981، مستشهدة بأن صدام قد يستخدمه لتطوير أسلحة نووية. ولم يرد العراق.
وخلال حرب الخليج العربي في 1991 أطلق العراق 39 صاروخ سكود على إسرائيل.
وفي عام 1995، ووفقا لما ذكره المؤلف البريطاني نايجل أشتون، بعث رئيس الوزراء الإسرائيلي إسحاق رابين رسالة إلى صدام حسين عبر العاهل الأردني الملك حسين طالبًا عقد اجتماع بينه وبين صدام حسين. وأعرب رابين عن أمله في أن يشجع سلام مع العراق، إيران و‌سوريا على القيام بنفس الشيء. وقد اغتيل رابين في نوفمبر، منهيًا بذلك الاتصال بين الحكومات. كان رابين قد أشرف في السابق على عملية شجرة العوسج، وهي خطة فاشلة في عام 1992 لاغتيال صدام بمغاوير سايرت ماتكال.
وكان صدام حسين يحظى باحترام واسع النطاق في العالم العربي لموقفه المؤيد للفلسطينيين وقد دعم العديد من المقاتلين والمنظمات المسلحة الفلسطينية. خلال الانتفاضة الفلسطينية الثانية، أرسل العراق دعمًا ماليًا لأسر الشهداء الفلسطينيين (التي تشمل منفذي العمليات التفجيرية).

### منذ حرب 2003 في العراق
في عام 2003، أطاح تحالف بقيادة الولايات المتحدة والمملكة المتحدة بحكومة صدام في مسعى يطلق عليه عملية حرية العراق. ورغم أن إسرائيل لم تدرج في التحالف، فإن هناك دلائل على تأييدها له. ووفقًا لما ذكره جون كيري، فإن نتانياهو (كمواطن عادي) كان يميل إلى الموافقة بشكل عميق وصريح بشأن أهمية غزو العراق. وذكرت صحيفة واشنطن بوست أن إسرائيل تحث مسؤولي الولايات المتحدة على عدم تأجيل الضربة العسكرية ضد الرئيس العراقي صدام حسين. وأفيد أيضًا بأن المخابرات الإسرائيلية زودت واشنطن بتقارير مقلقة عن برنامج العراق المزعوم لتطوير أسلحة الدمار الشامل.
على النقيض من ذلك، جادل البعض بأن إسرائيل لم يكن لها دور كبير في الدفع من أجل الحرب. وقال وكيل وزير الدفاع الأمريكي الأسبق دوغلاس فيث أن المسؤولين الإسرائيليين لم يدفعوا نظرائهم الأمريكيين للبدء في الحرب في العراق. في مقابلة مع واينت، قال فيث أن «ما سمعتوه من الإسرائيليين لم يكن أي نوع من الدعوة إلى الحرب مع العراق» وأن «ما سمعتوه من المسؤولين الإسرائيليين في المناقشات الخاصة هو أنهم لم يركزوا حقًا على العراق... لقد كانوا أكثر تركيزًا على إيران.»
قال رئيس الوزراء العراقي السابق إياد علاوي في عام 2004 أن العراق لن يوفق بين خلافاته وإسرائيل.
في 1 يوليو 2008، صافح وزير الدفاع الإسرائيلي إيهود باراك والتقى بالرئيس العراقي جلال طالباني بإيجاز في مؤتمر الأممية الاشتراكية في اليونان. كان باراك وطالباني على حد سواء في المؤتمر كممثلين لأحزابهم السياسية، العمل، و‌الاتحاد الوطني الكردستاني.
وقد زار النائب العراقي مثال الآلوسي إسرائيل مرتين؛ مرة واحدة في عام 2004 ومرة أخرى في عام 2008، ما استرعى احتجاج من الكثيرين في الحكومة العراقية. ودعا إلى العلاقات الدبلوماسية وتبادل الاستخبارات العسكرية بين العراق وإسرائيل.
خلال حرب غزة (2008–2009)، أدانت الحكومة العراقية إسرائيل للهجوم، وذكرت أن «الحكومة العراقية تطالب بوقف العمليات العسكرية، وبأن أرواح المدنيين لا تتعرض للخطر دون داع، وتطلب إلى المجتمع الدولي أن يفي بمسؤولياته ويتخذ التدابير اللازمة لوقف الهجوم». دعا حزب الدعوة الذي ينتمي له رئيس الوزراء نوري المالكي الدول الإسلامية إلى قطع العلاقات مع إسرائيل وإنهاء جميع «المحادثات السرية والعامة» معها. كما دعا الزعيم الشيعي العراقي علي السيستاني إلى اتخاذ إجراءات حاسمة من جانب الدول العربية والإسلامية لوضع حد للهجمات الإسرائيلية على غزة. ومع أنه أدان العملية، فقد ذكر أن «دعم إخواننا بالكلمات فقط لا معنى له، بالنظر إلى المأساة الكبيرة التي يواجهونها.»
وبعد غارة أسطول غزة في عام 2010، أدان مسؤول حكومي عراقي، النائب خير الله البصري (عضو في ائتلاف دولة القانون التابع لرئيس الوزراء السابق نوري المالكي)، الهجوم ووصفه بأنه «كارثة إنسانية جديدة»، فضلاً عن كونه «انتهاكاً لحقوق الإنسان وخرقاً للمعايير والقواعد الدولية.» في يوليو 2012، قال رئيس الوزراء العراقي نوري المالكي إن العراق سيقيم علاقات دبلوماسية مع جميع البلدان باستثناء إسرائيل.
واتهم بعض المسؤولين العراقيين والقادة الأكراد الحكومة العراقية بتهريب النفط سرا إلى إسرائيل. اتهم النائب الكردي فرهاد الأطروشي الحكومة العراقية بتهريب النفط إلى إسرائيل عبر الأردن. ونفى هذا الادعاء نائب رئيس الوزراء العراقي حسين الشهرستاني ووزير الاعلام والاتصال الأردني راكان المجالي. كما نفى رئيس الوزراء العراقي نوري المالكي المزاعم واتهم بدوره كردستان العراق بتهريب النفط إلى إسرائيل.
قبل استفتاء استقلال كردستان العراق عام 2017، كانت إسرائيل القوة العالمية الرئيسية الوحيدة التي دعمت استقلال كردستان العراق. في الهجوم العراقي اللاحق لاستعادة الأراضي في العراق التي كانت تحت سيطرة البشمركة منذ هجوم داعش في شمال العراق في عام 2014 (المعروف باسم أزمة كركوك)، اجتاح الجيش العراقي بسرعة الأراضي التي استولت عليها البشمركة الكردية خارج حدود كردستان العراق خلال الحرب على داعش، بما في ذلك مدينة كركوك. خلال الحرب القصيرة، ضغط رئيس الوزراء الإسرائيلي بنيامين نتنياهو على القوى العالمية لمنع المزيد من الانتكاسات لأكراد العراق،
في 26 مايو 2022، أقر مجلس النواب العراقي مشروع قانون قدمه مقتدى الصدر يحظر تطبيع العلاقات مع إسرائيل، وكذلك «المساعدة المالية أو المعنوية» للبلاد. ويعاقب كل من يخالف القانون إما بالإعدام أو بالسجن مدى الحياة. من أصل 329 مقعدًا، صوت 275 لصالح مشروع القانون، والذي سيتم تطبيقه أيضًا على الشركات الأجنبية في العراق وأعضاء الشتات العراقي والمنظمات والأجانب الذين يزورون العراق. اتهمت وزارة الخارجية الأمريكية العراق بـ «تعريض حرية التعبير للخطر وتعزيز بيئة معاداة السامية» ردًا على ذلك. كما أعرب مسؤولون بريطانيون أجانب عن مخاوفهم بشأن تداعيات القانون.